# Camp de sûreté de Ludelange
Le camp de Ludelange, était un casernement de sûreté de la ligne Maginot destiné à accueillir un bataillon d'infanterie de forteresse. Il fait partie des constructions régimentaires de la ligne Maginot et du secteur fortifié de la Crusnes.

## Description
Sa construction a débuté en 1929, il est opérationnel en 1939 lors de l'entrée en guerre. Contrairement aux camps de sûreté standards, le camp de Ludelange n'était pas prévu pour accueillir une garnison permanente, et ne fut réellement occupé qu'en temps de guerre. Les camps de sûreté étant normalement prévus pour maintenir un effectif minimum à la défense d'urgence.

## Histoire

### Entrée en guerre
Au début de la guerre, il accueille le 1er bataillon du 149e RIF devenu le 128e RIF jusqu'en 1940. Le régiment assurera la défense du sous-secteur d'Aumetz, dont le PC du 1er bataillon sera installé dans l'abri du gros-bois, commandé par le Chef de Bataillon Vacquier.

### Occupation allemande
Sous l'occupation, il sera réquisitionné par l'armée allemande. Il servira, dans un premier temps, pour le regroupement des prisonniers de guerre français avant leur déportation vers les camps allemands. Il sera ensuite utilisé pour la détention de prisonniers polonais et russes qui travailleront de force dans les mines de fer de la région.
Selon quelques témoignages d'habitants recueillis à l'époque par la commune, les conditions de détention de ces travailleurs forcés auraient été très difficiles. La mise au jour d'une fosse commune derrière le bâtiment du stand de tir lors d'une fouille dans les années 1960, pourrait indiquer que des exécutions y ont également eut lieu.

### Après guerre
Après la fin de la guerre, le camp est réaménagé et requalifié en tant que centre mobilisateur (CM62) jusque dans les années 1970.

## Etat actuel
Il fut entièrement détruit à la suite du rachat du terrain par la commune de Tressange dans les années 1970 et au classement en zone d'aléas miniers. Le terrain du camp est aujourd'hui privé.
Seuls la cité des officiers et le mess-hôtel pour officiers de passage, ont été épargnés et sont aujourd'hui des habitations privées. On peut toutefois encore voir le portail de l'entrée du camp, le long de la route de Boulange.